# Heddesbach

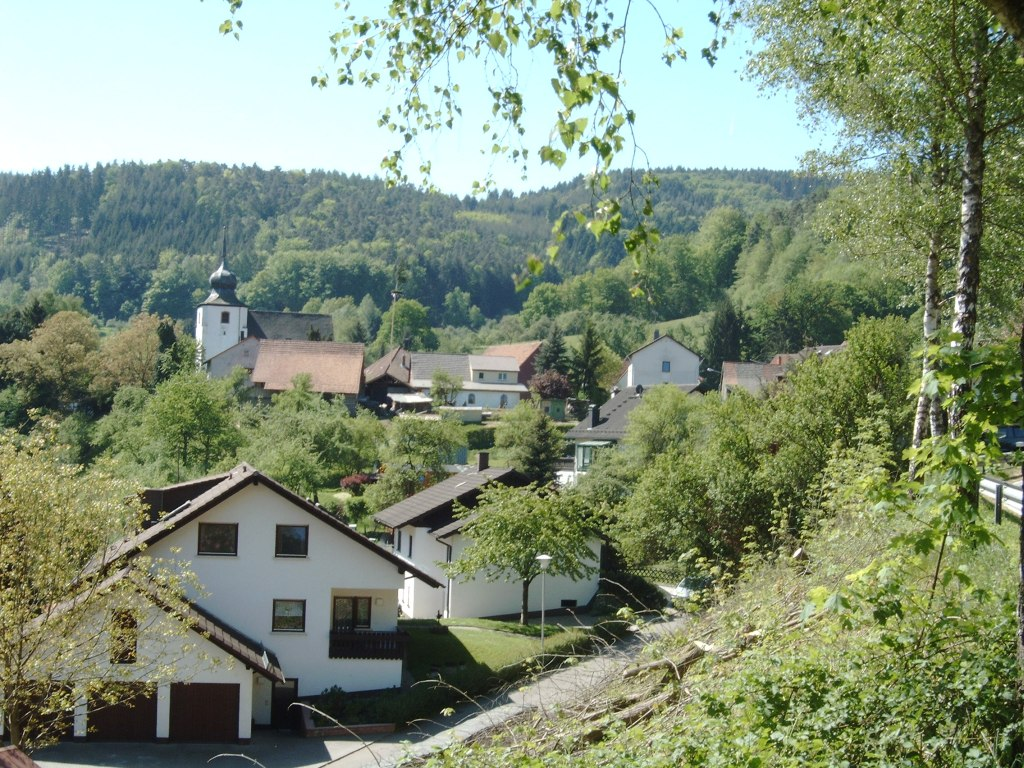
Heddesbach

Heddesbach ist die gemessen an der Einwohnerzahl mit Abstand kleinste Gemeinde im Rhein-Neckar-Kreis in Baden-Württemberg.

## Geographie
Heddesbach, das zur Metropolregion Rhein-Neckar gehört, liegt im Ulfenbachtal im Odenwald. Die Gemarkung erstreckt sich in 180 bis 460 Metern Höhe und ist Teil des Naturparks Neckartal-Odenwald.
Die Gemeinde grenzt im Norden an die hessische Gemeinde Wald-Michelbach, im Osten an den Ortsteil Brombach der Stadt Eberbach, im Süden an den Ortsteil Langenthal der hessischen Stadt Hirschhorn (Neckar), im Südwesten an den Ortsteil Altneudorf der Stadt Schönau und im Westen an Heiligkreuzsteinach.

## Geschichte
Die Besiedlung des Gebiets begann vermutlich erst gegen Ende des 12. Jahrhunderts. Im Auftrag des Wormser Bischofs baute Bligger III. von Steinach die Harfenburg und begründete damit die Linie der Herren von Harfenberg. Mit dem Niedergang der Harfenberger erwarb nach 1300 die Kurpfalz die Burg zusammen mit der Ortsherrschaft über die Siedlung, die 1322 erstmals als Heddesbach erwähnt wird. Verwaltet wurde der Ort von Heiligkreuzsteinach aus, kirchlich gehörte er zunächst zu Neckarsteinach. Die Heddesbacher Kirche war Mutterkirche für die Filialen in Langenthal, Brombach und Schönmattenwang.
Nach dem Übergang zu Baden 1803 erlangte Heddesbach 1810 seine Selbständigkeit. Es gehörte zum Landkreis Heidelberg. Bei der baden-württembergischen Gemeindereform wurde der Ort ein Teil des neugebildeten Rhein-Neckar-Kreises, in dem Heddesbach seit 1975 die nach der Einwohnerzahl kleinste selbständige Gemeinde ist.
| Jahr      | 1577 | 1727 | 1818 | 1852 | 1905 | 1939 | 1961 | 1965 | 1970 | 1991 | 1995 | 2005 | 2010 | 2015 | 2020 |
| --------- | ---- | ---- | ---- | ---- | ---- | ---- | ---- | ---- | ---- | ---- | ---- | ---- | ---- | ---- | ---- |
| Einwohner | 150  | 134  | 287  | 378  | 366  | 342  | 417  | 412  | 429  | 476  | 534  | 494  | 463  | 475  | 459  |

## Politik

### Verwaltungsverband
Die Gemeinde gehört zum Gemeindeverwaltungsverband Schönau mit Sitz in Schönau.

### Gemeinderat
Der Gemeinderat besteht neben dem vorsitzenden Bürgermeister aus acht Mitgliedern, die alle fünf Jahre direkt gewählt werden. Bei der Gemeinderatswahl 2024 trat als einzige Liste eine Wählervereinigung an, die alle acht Mandate errang (Wahlbeteiligung: 66,6 %).

### Bürgermeister
2019 wurde Volker Reibold (parteilos) zum Bürgermeister von Heddesbach gewählt. Er löste Hermann Roth (parteilos) ab, welcher 2012 den seit 1985 amtierenden Herwig Klein (parteilos) abgelöst hatte.

### Wappen
Die Blasonierung des Wappens lautet: In Rot eine silberne Harfe.
Das Wappenmotiv wurde 1911 vom Generallandesarchiv ausgearbeitet. Es spielt auf die Landschad von Steinach an, die die Harfe im Wappen geführt hatten. Die Gemeinde nahm das Wappen zwar an, wollte aber zunächst kein neues Siegel anschaffen. Deshalb wird es erst seit einem Gemeinderatsbeschluss aus dem Jahr 1950 verwendet.

### Partnergemeinde
Heddesbach pflegt partnerschaftliche Beziehungen zu Obernberg am Brenner in Österreich.

## Kultur und Sehenswürdigkeiten

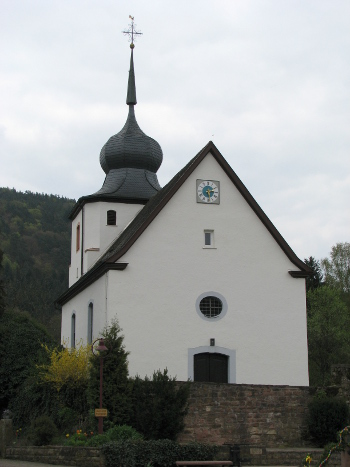
Peterskirche

Heddesbach lockt mit seinem naturellen Umfeld, vielen Waldwanderwegen und bietet Platz für diverse sportliche Aktivitäten. Darüber hinaus ist ein überdurchschnittliches Vereinsleben zu verzeichnen. Die Straßen und Kanäle im historischen Ortskern, die teilweise noch aus den ersten Jahren des 20. Jahrhunderts stammten, wurden im Jahre 2004 saniert. In besagtem Ortskern befindet sich auch der 1986 neugestaltete Kirchplatz samt Peterskirche und Elfnerhaus. Das Elfnerhaus wurde von der Gemeinde erworben und dient als Ausrichtungsplatz der alljährlichen Heddesbacher Kerwe (Kirchweih). Außerdem ist ein Jugendraum darin beheimatet.
Die evangelische Peterskirche wurde im 13. Jahrhundert als Wehrkirche angelegt. Der Chorturm stammt noch aus dieser Zeit. Im 18. Jahrhundert wurden das Langhaus und die Zwiebelhaube angebaut. Die Fresken im Chor stammen aus dem 15. Jahrhundert und wurden während des Bildersturms 1556 übermalt. Im 20. Jahrhundert wurden sie wiederentdeckt und restauriert. Ausgestattet ist die Kirche mit einer Overmann-Orgel von 1804 und einer barocken Kanzel.
Das Schul- und Rathaus wurde 1904 im Jugendstil erbaut und steht unter Denkmalschutz. Die Volksschule wurde 1972 aufgelöst und das Gebäude wird heute auch als Gemeindezentrum genutzt.
Von der Harfenburg sind nur spärliche Überreste erhalten. Sie wurde vermutlich im 12. Jahrhundert angelegt und war eine der ältesten Burgen im südlichen Odenwald. Sie war Stammsitz der Harfenberger und beherrschte die Dörfer Heddesbach, Brombach und Langenthal. Mit dem Niedergang der Harfenberger fiel die Burg um 1300 an die Kurpfalz, die sie 1314 an die Herren von Hirschhorn verpfändete. 1340 wurde Engelhard von Hirschhorn vom Pfalzgrafen aufgefordert, den von ihm der Burg zugefügten „großen Schaden“ zu beheben. Ob es dazu kam, ist nicht geklärt. Ab dem 15. Jahrhundert wird die Burg nur noch als Flurname erwähnt.
Der Hinkelstein, der, vermutlich im 14. Jahrhundert, an der Grenze zu Brombach gesetzt wurde, ist als Naturdenkmal eingestuft.

## Wirtschaft und Infrastruktur

### Verkehr
Durch Heddesbach führt die L 3105 nach Hirschhorn, wo sie eine Verbindung zur Bundesstraße 37 (Heidelberg–Mosbach) bzw. Bundesstraße 45 (Sinsheim–Wöllstadt) herstellt. Der BRN betreibt eine Buslinie, die nach Hirschhorn und Wald-Michelbach führt. In Hirschhorn befindet sich ein Bahnhof der S-Bahn RheinNeckar. Heddesbach gehört zum Tarifgebiet des Verkehrsverbunds Rhein-Neckar.

### Bildung
Einen von Heddesbach mitfinanzierten Kindergarten gibt es im zwei Kilometer entfernten Langenthal. Seit der Schulreform 1972 kann die Grundschule im hessischen Hirschhorn besucht werden, nachdem die eigene Schule im Ort geschlossen wurde.

## Persönlichkeiten
- Axel Wilhelmi (* 1857 in Heddesbach; † 1928 in Schwerin), Mediziner und Sachbuchautor